# Landschaftsschutzgebiet Alter Sternberg

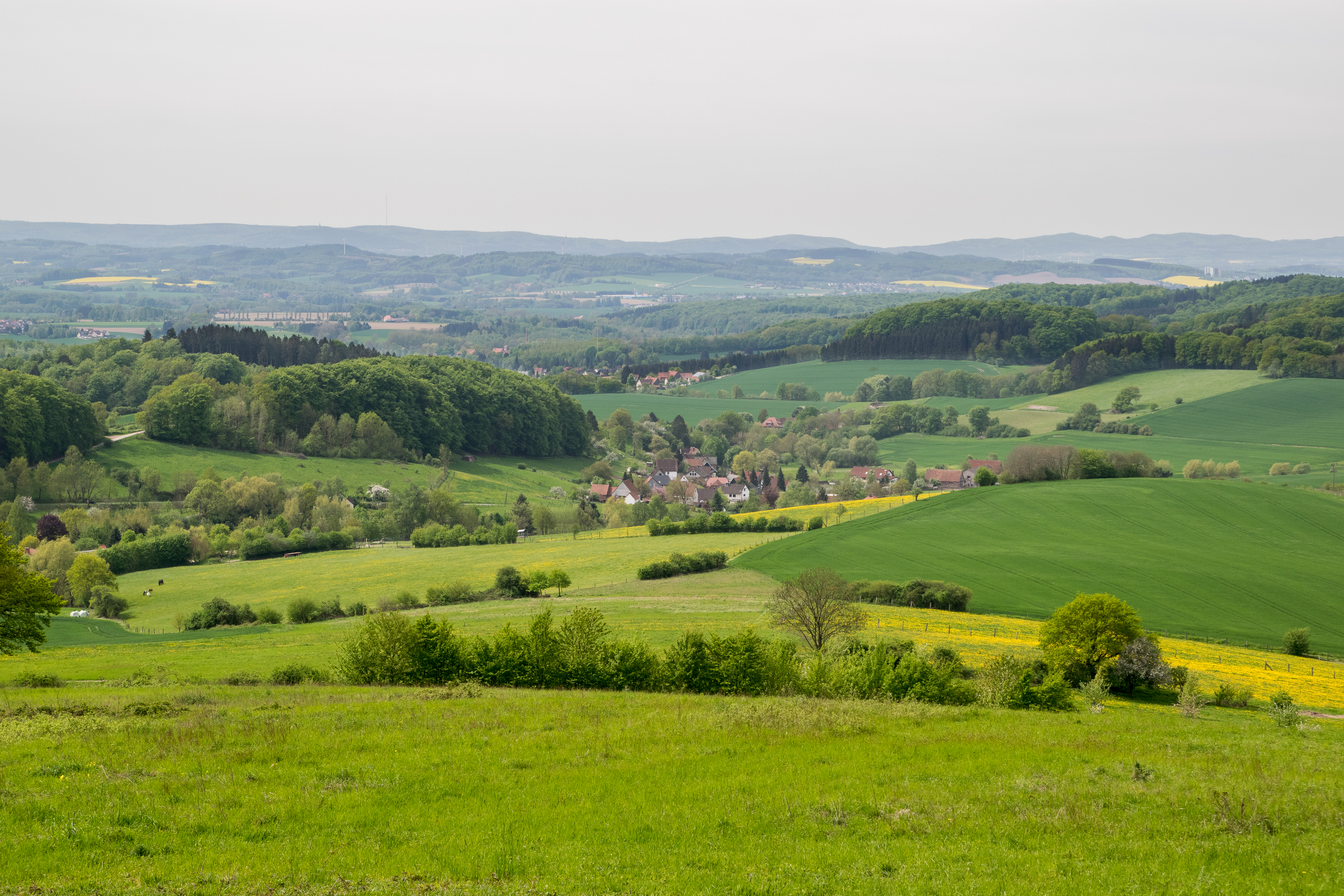
Landschaftsschutzgebiet Alter Sternberg bei Alt-Sternberg

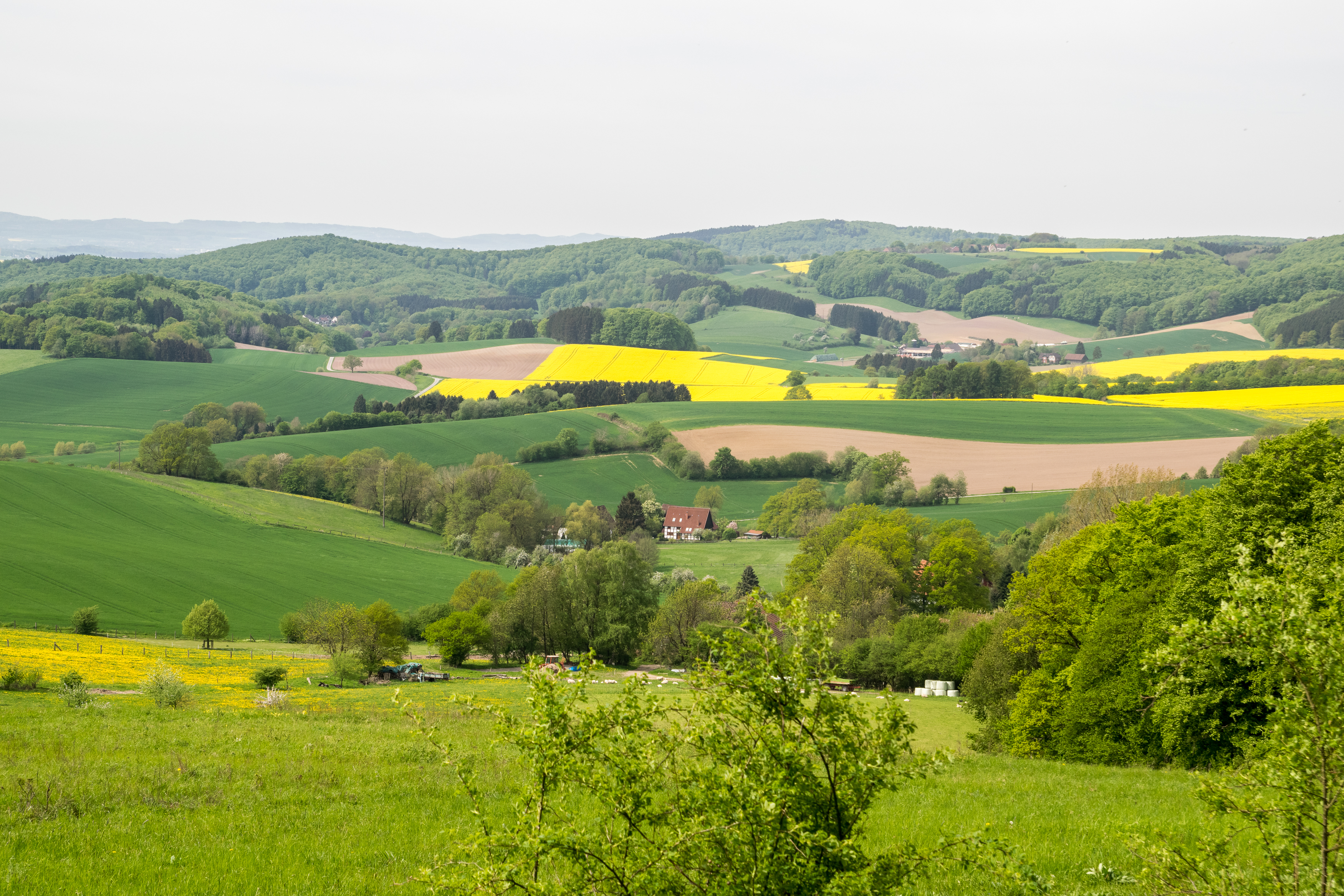
Beim Sternberg

Das Landschaftsschutzgebiet Alter Sternberg mit 29,1 ha Flächengröße liegt im Stadtgebiet von Dörentrup. Es wurde 2006 mit dem Landschaftsplan Oberes Begatal durch den Kreistag des Kreises Lippe als Landschaftsschutzgebiet (LSG) ausgewiesen. Das LSG besteht aus vier Teilflächen. Östlich grenzt direkt das Naturschutzgebiet Alt-Sternberg und Steinberg an.

## Beschreibung
Das LSG umfasst einen vielfältig strukturierten Biotopkomplex lokaler Bedeutung aus altem Buchenwald, Weidegrünland mit zahlreichen Hecken und Streuobstbeständen, einem abschnittsweise naturnahen Bach und mehreren kleinen Teichen in einem von Grünland- und Ackerbrachen geprägten Umfeld am nördlichen Ortsrand von Schwelentrup. In der am weitesten südlich gelegenen Fläche liegt der Mühlingsbach.
Zum Schutzgebiet führt der Landschaftsplan aus: „Der gesamte Biotopkomplex ist wertvoll für Amphibien und für Hecken- und Gebüsch- sowie Höhlenbrüter.“

## Schutzzwecke für das LSG
Laut Landschaftsplan erfolgte die Ausweisung des LSG
- „zur Erhaltung und Wiederherstellung der Leistungsfähigkeit des Naturhaushaltes in ökologisch besonders wertvoll strukturierten Bereichen mit Wasser-, Klima- und Biotopschutzfunktionen,“
- „zur Erhaltung und Wiederherstellung von Quellbereichen und naturnahen Fließgewässern, Wald- und Grünlandbereichen unterschiedlicher Feuchtestufen, Feldgehölzen, Hecken und Obstwiesen,“
- „zur Erhaltung morphologisch ausgeprägter Bereiche zur Sicherung der landschaftlichen Eigenart und Vielfalt für die Erholung, “
- „zur Erhaltung wertvoller Biotopkomplexe aus Wald-Grünlandbereichen, Fließgewässern und Quellen sowie Biotopen nach § 62 LG mit wichtigen Refugial-, Puffer-, Trittstein- und Vernetzungsfunktionen,“
- „zur Erhaltung und Wiederherstellung wichtiger Rückzugsräume für die bedrohte Tier- und Pflanzenwelt,“
- „zur Sicherung von kulturhistorisch bedeutsamen Landschaften, z. B. Terrassenkulturlandschaften,“
- „zur Sicherung der das Orts- und Landschaftsbild gliedernden und belebenden und die dörflichen Siedlungsstrukturen prägenden Freiraumelemente.“[1]

## Rechtliche Vorschriften
Im Landschaftsschutzgebiet ist unter anderem das Errichten von Bauten und Fischteichen verboten.